# Re matto
Re matto – drugi minialbum włoskiego piosenkarza Marco Mengoniego wydany 17 lutego 2010 roku nakładem wytwórni Sony BMG. 
Płyta promowana była przez single „Credimi ancora”, „Stanco (Deeper Inside)” i „In un giorno qualunque” i uzyskała status podwójnej platynowej płyty w kraju za osiągnięcie wyniku ponad 82 tys. sprzedanych egzemplarzy. 
Krążek zadebiutował na pierwszym miejscu włoskiej listy najczęściej kupowanych płyt i utrzymał się na szczycie w przez kolejne trzy tygodnie. 

## Lista utworów
Spis sporządzono przy użyciu materiału źródłowego:
| Nr | Tytuł utworu             | Autor(zy)                                                                   | Długość |
| -- | ------------------------ | --------------------------------------------------------------------------- | ------- |
| 1. | „Credimi ancora”         | Mengoni, Stella Fabiani, Piero Calabrese, Massimo Calabrese                 | 3:27    |
| 2. | „Questa notte”           | Mengoni, Stefano Calabrese, P. Calabrese, M. Calabrese                      | 3:21    |
| 3. | „Stanco (Deeper Inside)” | Massimo Calabrese, P. Calabrese, Mengoni, Stella Fabiani, Stefano Calabrese | 4:04    |
| 4. | „In un giorno qualunque” | P. Calabrese, Mengoni                                                       | 3:42    |
| 5. | „Fino a ieri”            | M. Calabrese, P. Calabrese, Mengoni, Antongiulio Frulio, Ernesto Leveque    | 3:22    |
| 6. | „In viaggio verso me”    | M. Calabrese, P. Calabrese, Mengoni                                         | 2:45    |
| 7. | „La guerra”              | M. Calabrese, P. Calabrese, Mengoni                                         | 3:26    |
|    |                          |                                                                             | 24:07   |

| Re matto – wydanie specjalne na iTunes | Re matto – wydanie specjalne na iTunes                           | Re matto – wydanie specjalne na iTunes                                      | Re matto – wydanie specjalne na iTunes |
| Nr                                     | Tytuł utworu                                                     | Autor(zy)                                                                   | Długość                                |
| -------------------------------------- | ---------------------------------------------------------------- | --------------------------------------------------------------------------- | -------------------------------------- |
| 1.                                     | „Credimi ancora”                                                 | Mengoni, Stella Fabiani, Piero Calabrese, Massimo Calabrese                 | 3:27                                   |
| 2.                                     | „Questa notte”                                                   | Mengoni, Stefano Calabrese, P. Calabrese, M. Calabrese                      | 3:21                                   |
| 3.                                     | „Stanco (Deeper Inside)”                                         | Massimo Calabrese, P. Calabrese, Mengoni, Stella Fabiani, Stefano Calabrese | 4:04                                   |
| 4.                                     | „In un giorno qualunque”                                         | P. Calabrese, Mengoni                                                       | 3:42                                   |
| 5.                                     | „Fino a ieri”                                                    | M. Calabrese, P. Calabrese, Mengoni, Antongiulio Frulio, Ernesto Leveque    | 3:22                                   |
| 6.                                     | „In viaggio verso me”                                            | M. Calabrese, P. Calabrese, Mengoni                                         | 2:45                                   |
| 7.                                     | „La guerra”                                                      | M. Calabrese, P. Calabrese, Mengoni                                         | 3:26                                   |
| 8.                                     | „Tears in Heaven” ((interpretacja utworu Erica Claptona) [Live]) | Eric Clapton                                                                | 4:45                                   |
| 9.                                     | „Stanco (Deeper Inside)” ((Mistify Noise Remix)                  | Mengoni, Fabiani, P. Calabrese, M. Calabrese, S. Calabrese                  | 4:27                                   |
|                                        |                                                                  |                                                                             | 33:19                                  |

## Notowania i certyfikaty
| Kraj   | Lista (2010)  | Najwyższe miejsce |
| ------ | ------------- | ----------------- |
| Włochy | Album Top 100 | 1                 |

| Kraj   | Lista (2010)  | Najwyższe miejsce |
| ------ | ------------- | ----------------- |
| Włochy | Album Top 100 | 9                 |

### Certyfikaty
| Kraj   | Certyfikat | Sprzedaż |
| ------ | ---------- | -------- |
| Włochy | 2xPlatyna  | 82 000   |